# Émilie Pellapra
Émilie Louise Marie Françoise Joséphine Pellapra (11. listopadu 1806 – 22. května 1871), komtesa de Brigode, kněžna de Chimay, byla dcera Françoise-Marie LeRoy a pravděpodobně Napoleona Bonaparte. Sama o sobě tvrdila, že je plodem matčiny aféry s francouzským císařem, který proběhl v květnu roku 1805, což však nekoresponduje s datem narození Émilie v listopadu roku 1806. Poprvé se provdala za hraběte Louis-Marie de Brigode, později za Josepha de Riquet de Caramana, 17. knížete de Chimay.

## Původ
Narodila se v Lyonu dne 11. listopadu 1806 jako dcera Madame Pellapry, rozené Françoise-Marie LeRoy, za manželství s bohatým bankéřem Henrim de Pellaprou.
Aby mohla být opravdu dcerou Napoleona, musela by její matka během února roku 1806 pobývat v Lyonu. Nicméně podle dostupných záznamů se zdá, že v tomto období ve městě nepohybovala. Dle několika autorů se její matka s Napoleonem setkala pouze v roce 1810, tedy 4 roky po narození Émilie.

## Osobní život
Émilie se provdala za hraběte Louise Marie de Brigode (1777 - 1827), politika působícího za Prvního francouzského císařství a Restaurace Bourbonů. Pocházel ze starého flanderského šlechtického rodu. Před jeho předčasným úmrtí se společně stali rodiči dvojčat:
- Fernand de Brigode (1827–1830), zemřel ve třech letech
- Louis Marie Henri Pierre Désiré de Brigode (1827–1859), markýza de Brigode, francouzská peerka, provdána za Annette du Hallay-Coëtquen (1831–1905).

Hrabě zemřel v Bourbonne-les-Bains dne 22. září 1827, krátce po narození svých dvou dětí.

#### Druhé manželství
Émilie se znovu provdala 30. srpna 1830 za knížete Josepha de Riquet de Caramana (1808-1886). Společně měli čtyři děti:
- Marie Thérèse Émilie de Riquet (1832–1851), provdaná za politika Frédéric Lagrange, po sňatku se stala komtesou z Lagrange.
- Marie Joseph Guy Henry Philippe de Riquet, 18. kníže de Chimay (1836–1892), oženil se poprvé s Marie de Montesquiou-Fezensac, poté za Mathilde de Barandiaran
- Valentine de Riquet (1839–1914), komtesa de Caraman-Chimay, poprvé provdána za knížete Paula de Bauffremonta, poté za knížete Georges Bibesco.
- Eugène de Riquet (1847–1881), oženil se s Louise de Graffenried-Villars

Zemřela na zámku Menars dne 22. května 1871.